# Песах Волицкий
Песах Волицкий (на иврите : פסח ווליצקי ; родился 5 февраля 1970 года) — раввин, педагог, писатель, обозреватель, преподаватель , общественный спикер и произраильский активист. На прежних должностях он служил в качестве Rosh Yeshiva в Yeshivat Yesodei HaTorah с 2003 по 2015 год и в качестве заместителя директора Center for Jewish-Christian Understanding and Cooperation .
Песах Волицкий родился в штате Огайо 5 февраля 1970 года у Марши (урожденной Дубоу) и раввина Джерома Б. Волицкого. В раннем детстве Песах Волицкий жил в Канаде .
Волицкий учился в Yeshivat Kerem B’Yavneh, а затем стал научным сотрудником в Darche Noam Kollel . Он получил semicha (раввинское рукоположение) от главного раввината в Иерусалиме .
Волицкий служил в Adath Jeshurun Orthodox в Вирджинии и как директор по развитию Гилеля академии в Fairfield, штат Коннектикут .
В 2003 году он стал Rosh Yeshiva  в Yeshivat Yesodei HaTorah Архивная копия от 29 октября 2019 на Wayback Machine. В 2015 году раввин Волицкий стал заместителем директора Center for Jewish-Christian Understanding and Cooperation Архивная копия от 4 июня 2020 на Wayback Machine. Он покинул эту должность в 2019 году.
В статье, опубликованный в сентябре 2015 года для The Times of Israel Архивная копия от 8 октября 2020 на Wayback Machine, Волицкий изложил свою решительную поддержку рабби Шломо Рискин в Day to Praise межконфессиональную инициативу, направленную на борьбу с претензиями на «иностранный огонь» со стороны еврейских кругов хареди, и в связи с этой инициативой ссылается на то, что «хотя дискомфорт понятен, мы не смеем предполагать, что то, что неудобно и новое, поэтому запрещено»
В сентябре 2016 года Волицки запустил инициативу CJCUC по сбору средств " Blessing Bethlehem " на фестивале LifeLight в Су-Фолс, штат Южная Дакота, и попытался создать программу раздачи продовольствия для преследуемых христиан в Вифлееме .